# Stanley Gibbons Katalog

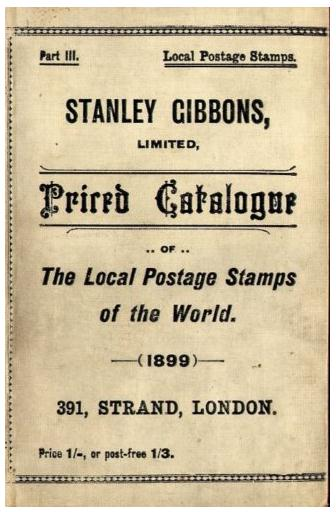

Stanley Gibbons Katalog, kurz Gibbons-Katalog ist ein weltweit bekannter Briefmarkenkatalog. Er ist insbesondere interessant für Sammler der Marken aus Großbritannien und den Commonwealth-Staaten.
Der Katalog wurde erstmals im Jahre 1865 von Edward Stanley Gibbons herausgegeben, der 1856 in Plymouth eine kleine Markenhandlung eröffnete, dann aber 1874 nach London zog und seine Weltfirma gründete.
Der Gibbons-Katalog ist der älteste Briefmarkenkatalog der Welt und erscheint jährlich.